# Sharon Rooney
Sharon Rooney (Glasgow, Escocia; 22 de octubre de 1988) es una actriz británica que ha hecho participaciones en series tales como Sherlock y Two Doors Down. Su papel debut es el de Rachel Earl en la serie de televisión My Mad Fat Diary.

## Biografía
Desde muy pequeña siempre quiso realizar apariciones teatrales, por lo que comenzó audicionando en Knightswood, una escuela de danzas en Escocia, pero no fue aceptada.
A los 16 años, Sharon, abandonó el colegio para poder tomar cursos de teatro, y luego ante las insistencias de su padre se graduó con un título en la Universidad de Hull. Después de la universidad comenzó a trabajar en un grupo TAE (de teatro y educación).

## Carrera
Su primer rol en la televisión fue para Two Doors Down, una comedia escocesa de la BBC de ese país. También participó de Comedy Showcase: Family Business, de la misma cadena televisiva.
En el 2013 se unió al elenco de la serie My Mad Fat Diary donde interpreta a Rachel Earl (Rae), una joven con problemas mentales y de imagen quien se halla internada en un hospital psiquiátrico. Ese mismo año luego de su aparición en la nueva y ahora renombrada serie de E4 se le ofreció un papel de una chica llamada Laura en la nueva temporada de Sherlock.

## Filmografía
| Año         | Título                             | Rol            | Notas               |
| ----------- | ---------------------------------- | -------------- | ------------------- |
| 2012        | Two Doors Down                     | Sophie         | serie de televisión |
| 2013        | Sherlock                           | Laura          | 1 episodio          |
| 2013 - 2015 | My Mad Fat Diary                   | Rae Earl       | Elenco principal    |
| 2013        | Under the Skin                     | Party Girl     | Extra               |
| 2014        | Comedy Playhouse                   | Jules          | 1 episodio          |
| 2015        | Hec McAdam                         | madre joven    | Película            |
| 2019        | Dumbo                              | Miss Atlantis  | Película            |
| 2021        | La vida electrizante de Louis Wain | Josephine Wain | Película            |
| 2023        | Barbie                             | Barbie abogada | Película            |

## Premios y nominaciones
| Año  | Nominación       | Rol      | Premios                              | Categoría                        | Resultado |
| ---- | ---------------- | -------- | ------------------------------------ | -------------------------------- | --------- |
| 2014 | My Mad Fat Diary | Rae Earl | British Academy Scotland Awards      | Mejor Actor/Actriz de televisión | Nom       |
| 2014 | My Mad Fat Diary | Rae Earl | Royal Television Society             | Mejor Actriz                     | Nom       |
| 2014 | My Mad Fat Diary | Rae Earl | Broadcasting Press Guild             | Breakthrough Award               | Nom       |
| 2014 | My Mad Fat Diary | Rae Earl | 2015 British Academy Scotland Awards |                                  | Ganadora  |